# Crowder's Mountain
Crowder's Mountain est une montagne des États-Unis située dans le comté de Gaston en Caroline du Nord. Elle a donné son nom au parc d'État dans lequel elle se trouve, entre les villes de Kings Mountain et de Gastonia, à 40 km à l'ouest de Charlotte.
Crowder's Mountain domine de près de 240 m les environs et culmine à 495 m d'altitude.